# 阿塞拜疆联合共产党
阿塞拜疆联合共产党是阿塞拜疆的一个共产主义政党。该党成立于1993年末，创始人是科学家Sayad Sayadov。1995年，该党向阿塞拜疆司法部登记。该党宣称拥有7000名成员。该党出版刊物《共产党人》。